# Paul Géroudet
Pour les articles homonymes, voir Géroudet.
Paul Géroudet (Genève, 13 décembre 1917 - ibidem, 23 novembre 2006) est un ornithologue suisse francophone. Par son action d'adaptateur-traducteur-rédacteur de livres d'ornithologie de base et d'observation, son engagement à défendre la cause des oiseaux menacés et sa persévérance à poursuivre des actions au niveau international, il figure parmi les plus éminents ornithologues européens du XXe siècle.

## Biographie
Passionné dès son plus jeune âge par la nature, notamment à la suite de la lecture de l'ouvrage Le merveilleux voyage de Nils Holgersson à travers la Suède de Selma Lagerlöf, il se met à l'ornithologie en autodidacte vers l'âge de quinze ans, s'abonne à la revue Nos Oiseaux de la Société Romande pour l'Étude et la Protection des Oiseaux dès 1932. Il y publie sa première note en 1935.
Il s’inscrit aussi à la Ligue suisse pour la protection de la nature, à laquelle il restera fidèle tout au long de sa vie. Il fréquente assidûment la bibliothèque du Muséum d’histoire naturelle de Genève.
Diplômé instituteur en 1936, il enseigne dans les écoles publiques durant vingt-sept ans. Sa collaboration à la revue Nos Oiseaux le conduit bientôt à en devenir le rédacteur en chef alors qu’il n’a pas 22 ans et ne possède aucun diplôme scientifique. Il le restera de 1939 à 1994, y publiant plus de 600 articles et notes.
Les mérites de Paul Géroudet sont reconnus dès 1962 par la Société Nationale d’Acclimatation et de Protection de la Nature de France, qui lui remet sa plus haute distinction, la Grande Médaille Isidore Geoffroy Saint-Hilaire. En 1964, l’Université de Neuchâtel lui décerne le Doctorat honoris causa, suivie en 1967 par l’Université de Genève. Membre correspondant de l’American Ornithologist’s Union dès 1964, il en fut nommé membre d’honneur en 2004.

## Ses contributions à l'ornithologie de terrain
Il est l'auteur de nombreux ouvrages de référence parus aux éditions Delachaux et Niestlé, dont le premier, issu d'un projet de Paul-André Robert, parut en 1940, sous le titre Les Rapaces, les colombins et les gallinacés. L'ouvrage fit sensation dans les milieux francophones, car rien de pareil n'existait alors en matière d'étude de la vie et des mœurs des oiseaux.
Bientôt suivirent, dans la série Les Beautés de la nature aux mêmes éditions, les ouvrages Les Échassiers (1942), Les Palmipèdes (1946), puis trois volumes Les Passereaux (1951, 1954 et 1957).
L'adaptation du Guide des oiseaux d'Europe de Peterson, Mountfort et Hollom parue en 1954 marque d'une pierre blanche l'évolution de l'ornithologie de terrain dans les pays francophones.
La 13e édition, parue 52 ans après la première, compte 534 pages, soit près de 200 pages de plus que la première. À l'époque, seul l'ouvrage Les oiseaux dans la nature de Paul Barruel (1901-1982) paru aux éditions Payot en 1949, pouvait servir à la détermination sur le terrain, malgré l'absence de couleur dans la représentation des oiseaux dans cet ouvrage.
Lors de l'adaptation du guide de Peterson, Paul Géroudet a été le premier à transcrire les cris et les chants d’oiseaux par des syllabes et des onomatopées (différentes selon les langues).
À côté de nombreuses traductions et adaptations d’ouvrages d’ornithologie, ou plus généralement de sciences naturelles, Géroudet a publié aussi plusieurs ouvrages importants, destinés au grand public autant qu’aux spécialistes. Ainsi, après avoir adapté le texte d’Ulrich Corti dans le premier tome de Les oiseaux nicheurs d’Europe paru aux Éditions Silva en 1956, il est l’auteur des textes des trois volumes suivants, dont les superbes planches sont de son ami Paul Barruel. Ces ouvrages furent publiés en allemand, en français et en italien sous forme de primes pour l’achat de produits de marque.
Chargé de mission au WWF international de 1967 à 1971, Géroudet est à ce titre l'auteur de quelque 150 communiqués de presse et de 120 contributions consacrés à des sujets aussi divers que les étangs de la Dombes, le rhinocéros de Java, la chèvre sauvage de Crète, les parcs nationaux africains, etc.
En 1967 il envoie à plusieurs autorités et personnalités de Haute-Savoie un appel à la sauvegarde des îles du Delta de la Dranse, il renouvellera son appel en 1971 puis en 1972 en publiant un mémorandum "SOS pour les iles de la Dranse". Ces appels seront entendus tardivement avec la création en 1980 de la Réserve naturelle nationale du delta de la Dranse.  
En collaboration avec Noël Simon, paraît en 1970 Survivants. SOS pour 48 animaux dont les illustrations sont de Paul Barruel pour les oiseaux et de Helmut Diller pour les mammifères. Ayant obtenu des subventions du Fonds national de la recherche scientifique, il peut se consacrer à la rédaction des deux tomes des Limicoles, gangas et pigeons d’Europe qui paraissent en 1982 et 1983 et dont l’illustration est due en partie à Paul Barruel, l’ami récemment décédé, à qui les ouvrages sont dédiés.
Le livre Les oiseaux du lac Léman paru en 1987 aux éditions Delachaux & Niestlé en collaboration avec Nos Oiseaux est un ouvrage fondamental pour l'étude des lacs en général. L'illustration due en partie à Robert Hainard lui apporte une dimension artistique.
D'une manière générale, tant par ses écrits spécialisés, que par sa contribution au guide de Peterson, Paul Géroudet a grandement contribué à la vulgarisation de l'ornithologie et à la formation d'observateurs de langue française en Europe. Il est en première ligne un défenseur des espèces menacées, notamment les rapaces, massacrés abondamment dans les années cinquante. Il a été un ardent défenseur des aigles, des vautours, des faucons, des hiboux et chouettes, des gypaètes barbus, ainsi que des oiseaux migrateurs...

## Style
Le sens de l'écriture et de la mise en situation, une parfaite maîtrise de la langue, donnent aux ouvrages de Paul Géroudet, en complément du fond scientifique indiscutable, un ton et une expression d'une grande qualité littéraire qui en font un auteur remarqué dans le monde ornithologique francophone.
Voici un exemple extrait du tome 1 du guide Les Passereaux d'Europe :
« novembre chasse les feuilles desséchées, les derniers vols de freux et de choucas rament vers le midi, au-dessus des brumes bleuâtres des bas-fonds. Dans le bois, les clameurs aigres des geais percent le silence. Asseyons-nous en lisière d’une coupe, puisque les troncs abattus gisent encore au bord du chemin. Quelques mésanges vagabondes ont passé, et soudain, sur une souche, un petit oiseau surgit, gris-brun, avec un grand plastron orangé et deux grands yeux noirs qui nous regardent. Le rouge-gorge, toujours curieux, est-il attiré par le bruit des pas brisant les branches mortes ? Attendrait-il quelque chose ? De ci, de là, il sautille à distance, puis l’inspection est terminée et il regarde le fourré où éclatent aussitôt quelques petits cris secs. »
« Familier le rouge-gorge ? À l’occasion sans doute. Ainsi le jardinier qui laboure le voit souvent suivre son travail et picorer les vers et les larves que la bêche met au jour ; le bûcheron reçoit sa visite aux premiers coups de cognée, et il s’approche volontiers des chemins et des routes, si bien qu’il n’échappe pas toujours aux autos qui passent en trombe, mais n’est-ce pas plutôt l’intérêt qui le pousse ? Sans doute trouve-t-il avantageux de rechercher les gros animaux qui remuent la terre, les sangliers, les blaireaux, les chevreuils - ce serait à vérifier - et pour lui, un homme est une "grosse bête" qui peut-être lui procurera des proies en mettant le sol à nu… »

## Ouvrages: quelques références
- Les Rapaces, les Colombins et les Gallinacés d'Europe - Delachaux et Niestlé
- Les Palmipèdes d'Europe -  Delachaux et Niestlé
- Les Passereaux d'Europe (2 ou 3 tomes selon les éditions) - Delachaux et Niestlé
- Grands Échassiers, Gallinacés, Râles d'Europe - Delachaux et Niestlé
- Limicoles, gangas et pigeons d'Europe, 2 tomes - Delachaux et Niestlé
- Les oiseaux du lac Léman - Delachaux et Niestlé, Neuchâtel, Paris, 1987

## Sources
- Vuilleumier F. (2007) Hommage à Paul Géroudet Honoraria Avium nostrarum formica : Rédacteur honoraire de Nos Oiseaux (1917-2006). Nos Oiseaux, 54 : 3-20.
- Michel Terrasse, Paul Géroudet (1917-2006) sur Toniomic.info
- Paul éternel en veille d'ornithologue
- Hommage de la Ligue de Protection des Oiseaux par son président Bougrain-Dubourg